# Neptis terentia
Neptis terentia är en fjärilsart som beskrevs av Hans Fruhstorfer 1907. Neptis terentia ingår i släktet Neptis och familjen praktfjärilar. Inga underarter finns listade i Catalogue of Life.